# Dmitri Douguine
Dmitri Douguine, (en russe : Дмитрий Евгеньевич Дугин, Dmitri Ievguenievitch Douguine), né le 29 août 1968 à Moscou, est un joueur de water-polo russe, médaillé olympique en 2000.